# Saeroen
Saeroen (né dans les années 1920 à Yogyakarta et mort le 6 octobre 1962 à Bogor) est un journaliste et un scénariste de films indonésien.

## Biographie

### Jeunesse et journalisme
Saeroen est né à Yogyakarta à l'époque des Indes orientales néerlandaises, fils d'un courtisan (abdi dalem) et sa femme. Après avoir échoué à mener à bien sa scolarité dans deux écoles élémentaires différentes, il a travaillé dans le nettoyage de charrettes à chevaux et la distribution de journaux. Il passa un test équivalent au diplôme élémentaire. Il partit ensuite pour Batavia (l'actuelle Jakarta) pour travailler dans une gare. Après plusieurs mois, on lui demanda de travailler pour le journal des employés du rail : Vereniging van Spoor-en TramPersoneel.
Intéressé par la presse, Saeroen quitta son emploi et se fit engager dans plusieurs publications grand public dont les magazines Siang Po et Keng Po, propriétés de Chinois d'Indonésie. Plus tard, il créa le quotidien Pemandangan avec Raden Hajji Djunaedi, écrivant des éditoriaux brûlants sous le nom de plume de Kampret (le nom indonésien des microchiroptères). Bien que sa diffusion connaissait une croissance rapide, les éditoriaux de Saeroen menèrent à la fermeture de Pemandangan par le gouvernement colonial néerlandais au milieu des années 1930. Plus précisément, cette fermeture faisait suite à un éditorial nationaliste où il évoquait la figure de Mohammad Husni Thamrin comme le premier ministre de la « République indonésienne unie ».

### Carrière au cinéma
Avec la fermeture de Pemandangan, la nouvelle agence de presse Antaracommença à gagner en importance. Saeroen fut quant à lui engagé par l'agence de presse Aneta, dirigée par les Néerlandais, au bureau des natifs Indonésiens et où il était également traducteur. Vers 1936, Saeroen fut approché par Albert Balink et les frères Wong pour collaborer à leur nouveau film, Terang Boelan, tout d'abord pour relire les dialogues puis pour en devenir le scénariste principal. Saeroen avait eu l'expérience des troupes de théâtre populaire toneel, il fut capable d'écrire une histoire s'inspirant des traditions du théâtre et devint populaire auprès des natifs. Le film présentait une histoire d'amour entre les personnages de Rd Mochtar et Roekiah. Il fut un succès commercial, rapportant plus de 200 000 dollars Straits en Malaisie britannique; ce fut même la production ayant eu le plus de succès à l'époque dans la région avant la sortie de Krisis en 1953, après l'indépendance de l'Indonésie.
Après le succès de Terang Boelan et le départ de Balink pour les États-Unis, la plupart de ses acteurs et de ses équipes, dont Saeroen, signèrent chez Tan's Film. Le premier film de Saeroen pour le studio fut Fatima (1932), qui eut un succès commercial, rapportant 200 000 florins des Indes orientales néerlandaises pour un budget de 7 000. En 1939, il fut arrêté pour avoir influencé les médias nationaux avec des fonds japonais et passa neuf mois en prison. Durant cette année, il écrivit Gagak Item pour Tan's Film, un film inspiré de Zorro,.
Les deux années suivantes, Saeroen rédigea le scénario de quatre autres films tout en écrivant pour Pemandangan qui avait été à nouveau autorisé. En 1940, il écrivit deux films pour Union Film : Harta Berdarah, une histoire parlant d'un trésor maudit et Bajar dengan Djiwa, un drame montrant les interactions entre plusieurs familles dont celle du philanthrope Basuki et celle de l'irresponsable Umar. Un autre film fut produit par le studio en 1941, Asmara Moerni. En 1942, Saeroen scénarisa ensuite deux films pour Star Film : Ajah Berdosa et Pah Wongso Tersangka.

### Après la guerre
Les activités de Saeroen pendant l'occupation japonaise des Indes néerlandaises (1942-1945) et la révolution nationale indonésienne (1945-1949) ne sont pas connues. Son nom réapparaît en 1953 dans des articles de plusieurs journaux comme Lukisan Dunia, Dewan Rakjat et Warta Bogor - ce dernier étant édité par lui-même. Pour ces articles, il utilisait à nouveau son nom de plume, Kampret.
Pendant plusieurs années, Saeroen continua son travail de journaliste et ouvrit plusieurs hôtels à Cipayung ; tous avaient des noms de chauve-souris comme Kampret, Kalong (renard volant) et Kelelawar (Hipposideros). Il est aussi rapporté qu'il aida à élever les enfants de Titien Sumarni après la mort de l'actrice. Saeroen mourut à Bogor le 6 octobre 1962.

## Filmographie
- Terang Boelan (Full Moon, 1937)
- Fatima (1938)
- Gagak Item (Black Crow, 1939)
- Harta Berdarah (Bloody Treasure, 1940)
- Bajar dengan Djiwa (Pay with Your Soul, 1940)
- Wanita dan Satria (The Woman and the Hero, 1941)
- Ajah Berdosa (Father Sins, 1941)
- Pah Wongso Tersangka (Pah Wongso the Suspect, 1941)
- Asmara Moerni (True Love, 1941)